# Ernst Friedemann Schelhase
Ernst Friedemann Schelhase, auch Ernst Friedrich Schelhas (* 16. Mai 1649 in Jena; † 26. Januar 1703 in Wetzlar) war Oberarzt des kaiserlichen Kammergerichts in Wetzlar und Mitglied der Gelehrtenakademie „Leopoldina.“
Ernst Friedemann Schelhase war der Sohn des Jenaer Juristen und Hofgerichtsadvokaten Justinus Schelhase und dessen Ehefrau Anna Catharina Schelhase. Anna Catharina Schelhase war die Tochter des fürstlich-sächsischen Leibarztes Martin Gebler. 
Ernst Friedemann Schelhase war Stadtarzt und Assessor des ärztlichen Collegiums zu Augsburg, danach Physicus der freien Reichsstadt Kaufbeuren und zuletzt Oberarzt des kaiserlichen Kammergerichts zu Wetzlar.
Am 17. Juni 1695 wurde Ernst Fridemann Schelhase mit dem Beinamen ANAXAGORAS I. als Mitglied (Matrikel-Nr. 213) in die Leopoldina aufgenommen. 

## Veröffentlichungen
- Avctoritate Illvstris Facvltatis Medicæ Præside, Dn. Georg. Wolffgango Wedelio, Medicinæ Doctore: Dissertationem Inavgvralem De Paronychia Pro Gradv Doctorali legitime consequendo, NUKAT  (Polen) Digitalisat
- mit Thomasius, Jacob: Religione Christiana Non Minui Fortitudinem Bellicam, Contra Nicolaum Machiavellum Florentinum. Divina adsistente gratia, Amplissimique Philosophorum Ordinis in hac Academia Lipsiensi consensu atque Auctoritate. Praeside Dn. M. Jacobo Thomasio, die 24. Septemb. Anno reparatae salutis M.DC.LXX. publice disputabit Ernestus Friedemannus Schelhase / Ienensis, Lipsia, Charactere Wittigaviano, Hochschulschrift Leipzig Universität 1670. Digitalisat
- Respondens Samuel Rochliz: Gratiosi Medicorum Ordinis In Academia Ienensi Consensu, Aegrum Catarrhali Defluxione Laborantem, Publico symmystarum examini proponunt Praeses Ernestus Friedemannus Schelhaß ... Landsberg. Neo-Marchicus, Ad D. XX. Mart. Anno M.DC.LXXX., 1680.
- Festschrift für Johann Anton Graf Leiningen-Westerburg: Funestum Fatum Gloriosae Mnemosynes Fano, Funebri Vero Proh Dolor! ... Johannis Antonii Comitis Leiningensis Domini Westerburgi &c. ... Consiliarii Summi Per Imperium Judicii Cameral. Praesidis ... Gratiosissimi, Winckler, Wetzlar 1695.